# 銀光尖牙鱸
銀光尖牙鱸（学名：Parascombrops argyreus）為輻鰭魚綱鱸形目鱸亞目發光鯛科的一種，為深海魚類，分布於中西太平洋夏威夷群島海域，深度0-545公尺，棲息底中層水域，生活習性不明。

## 擴展閱讀
維基物種上的相關：銀光尖牙鱸